# Anisostena angustata
Anisostena angustata es un coleóptero de la familia Chrysomelidae. Fue descrita científicamente por primera vez en 1934 por Pic.